# Episodi di Mentre ero via
Gli episodi della serie televisiva Mentre ero via sono stati trasmessi su Rai 1 dal 28 marzo al 9 maggio 2019.
| Nº | Titolo italiano | Prima TV Italia |
| -- | --------------- | --------------- |
| 1  | Prima puntata   | 28 marzo 2019   |
| 2  | Seconda puntata | 4 aprile 2019   |
| 3  | Terza puntata   | 11 aprile 2019  |
| 4  | Quarta puntata  | 18 aprile 2019  |
| 5  | Quinta puntata  | 2 maggio 2019   |
| 6  | Sesta puntata   | 9 maggio 2019   |

## Prima puntata
Monica è una giovane e bella donna che vive un'esistenza praticamente perfetta, è sposata con Gianluca, membro della famiglia Grossi, della "Verona bene", e amministratore delegato della Farmaceutica Grossi e lei lavora nell'azienda del marito come dirigente. I due hanno una figlia, la piccola Sara, inoltre hanno appena avuto un altro bambino, decidendo di chiamarlo Vittorio, come il padre di Gianluca. Proprio come in un incubo, Monica si sveglia in ospedale, la dottoressa Caterina Liguori le spiega che è rimasta in coma per quattro mesi, e ha cancellato gli ultimi otto anni dalla sua memoria, infatti il suo ultimo ricordo risale alla nascita di suo figlio, che ora è cresciuto, mentre Sara adesso è adolescente. Monica scopre dai suoi medici e dalla polizia, che Gianluca è morto nella villa al lago di Garda, una delle proprietà della famiglia Grossi, durante una colluttazione con Marco De Angelis, sembra che fosse l'amante di Monica, a quanto pare lei tradiva il marito. La notizia del risveglio di Monica non tarda a circolare, tra l'altro dopo a morte di Gianluca sono stati i suoi fratelli, Riccardo e Barbara, a portare avanti l'azienda. La polizia e Riccardo fanno vedere a Monica il video ripreso dalla telecamera della terrazza nella villa, dove Gianluca sparò a Marco uccidendolo ma a causa del contraccolpo della pistola Gianluca precipitò dalla terrazza morendo, cadendo sul bordo della piscina, Monica era lì presente e, spaventata, scappò dalla villa, e mentre fuggì in auto scese dal mezzo per aprire manualmente il cancello della villa, ma avendo dimenticato di mettere il freno a mano, fu schiacciata dalla sua stessa auto, venendo soccorsa da Riccardo, finendo in coma. Sara non accetta che sua madre si sia risvegliata dal coma, sentendo la mancanza di suo padre ritenendo Monica l'unica responsabile della sua morte dato che a quanto pare Marco era il suo amante dovendo fare i conti con l'umiliazione sociale che ha tormentato sia lei che il fratello negli ultimi mesi. Invece il piccolo Vittorio non vede l'ora di rivederla. Monica dopo aver seguito la fisioterapia, rivede finalmente i suoi figli, infatti sua cognata Barbara (di cui Monica è sempre stata amica) accetta di farglieli vedere. Monica scopre che in tutti quegli anni di vuoto lei era cambiata moltissimo, i suoi figli affermano che era una madre severa, fredda e avida di affetto, e Monica fatica a identificarsi in questa descrizione. Monica ha modo di rivedere Filomena, la domestica della casa dei Grossi, Monica la conosceva molto prima che si sposasse, era stata lei a invitarla a venire a lavorare per loro. Lei e Filomena in passato erano molto legate, ma negli ultimi anni Monica la trattava con indifferenza, in effetti Filomena ammette che non era sorpresa del fatto che Monica avesse un amante perché nel corso degli anni era cambiata moltissimo. Monica si trova un appartamento, suo suocero non la vuole a casa sua, non intende farla avvicinare ai suoi nipoti, quando Monica va nella villa al lago di Garda trova lì il suocero che la caccia via. Vittorio va dal suo prete confessore affermando che il risveglio della nuora rappresenta per lui una penitenza per gli errori che commise in passato. Monica rammenta che prima di sposarsi conobbe Marco, lo conosceva superficialmente, tra l'altro lei era profondamente innamorata del marito e non concepisce l'idea di averlo tradito. Monica va a casa di Giulia, la moglie di Marco, la quale non cela la sua ostilità nei riguardi di Monica dato che a quanto pare Marco la tradiva con lei, la cosa strana è che non sospettava che il marito la tradisse visto che stavano anche prendendo in considerazione l'idea di adottare un bambino. Stefano, il fratello di Marco, ex carabiniere vedovo, che vive insieme al figlio Rocco lavorando come istruttore al circolo nautico, va a trovare Monica e i due pranzano insieme. Stefano ammette che, due giorni prima di morire, Marco lo aveva contattato perché aveva dei problemi, infine Stefano la prega di non avvicinarsi più a sua cognata, sebbene Stefano in breve tempo rimane subito affascinato da lei. Stefano poi accompagna Monica in ospedale quando viene avvertita che Sara, trovata priva di sensi nella sua camera da letto da Riccardo, è stata ricoverata in ospedale, le sue condizioni sono stabili, purtroppo però lei ha problemi di anoressia. Riccardo confessa a Monica che tre giorni prima che Gianluca e Marco morissero, alle sette di sera, vide quest'ultimo insieme a Monica in atteggiamenti intimi, poi la informa che da ora tornerà a vivere nella casa di famiglia perché i suoi figli hanno bisogno di lei. Monica torna a vivere con i suoi figli immaginando di vedere un'altra versione di lei, la se stessa del passato, che la guarda con un'espressione maligna; Monica ha capito che è indispensabile ricordare ciò che ha dimenticato perché è convinta che ci siano troppi segreti legati alla morte del marito e di Marco.

## Seconda puntata
Monica è tornata a vivere a casa Grossi con i figli, i suoi cognati e il suocero, il quale mostra un atteggiamento livoroso nei suoi riguardi, tra l'altro Monica ha modo di rivedere pure Ilaria, la moglie di Riccardo che è incinta, a breve dovrebbe partorire, inoltre scopre che Rosa, sua suocera, è morta già da un po' di tempo. Monica continua le sue sedute di terapia con la dottoressa Liguori. Stefano la porta nello studio di Marco, quest'ultimo infatti era un avvocato, era un uomo generoso che aiutava anche gratuitamente persone che non potevano permetterselo, in effetti Monica ricorda che spesso si vedevano lì. La lettera M (l'iniziale de nome di Monica) ricorre spesso nell'agenda di Marco, più che incontri amorosi sembravano appuntamenti di lavoro, tra l'altro Stefano non ha mai creduto veramente che Marco tradisse Giulia di cui era molto innamorato in effetti quando gli telefonò poco prima che morisse dato che doveva parlare al fratello di qualcosa di urgente, Stefano dopo aver saputo che Monica era la sua amante aveva maturato l'idea che volesse parlargli di lei e che desiderava lasciare la moglie, ma questa cosa sembra improbabile dato che Marco voleva addirittura adottare un bambino con Giulia. Stefano sospetta che forse la causa della morte di Marco sia legata in realtà al suo lavoro, probabilmente a un caso a cui stava lavorando ma che non è tra gli archivi del suo ufficio. Monica ha modo di rivedere Beatrice, la sua ex assistente, quindi va a trovare Barbara alla Farmaceutica Grossi, lei le spiega semplicemente che Beatrice ha lasciato la loro società da un po' di tempo, a quanto pare lei e Monica erano in pessimi rapporti. Monica passando sempre più tempo con la sua famiglia, scopre che negli ultimi otto anni era diventata una persona completamente diversa, una donna emotivamente distante, un'arrampicatrice sociale, si accaniva spesso e volentieri contro Sara facendola sentire inadeguata con se stessa, spostò persino la camera da letto della figlia per allargare la cabina armadio del suo guardaroba, e non permetteva al piccolo Vittorio di cenare con loro. Il figlio di Monica cerca di rievocare in lei i ricordi che li legavano, e lei afferma che sta iniziando a ricordare qualcosa, ma i compagni di scuola del bambino lo mettono in guardia facendogli capire che Monica sta solo fingendo di ricordare per compiacerlo, infatti scopre che quelle di sua madre sono solo menzogne quando Monica commette lo sbaglio di confermare un falso aneddoto che lui le aveva raccontato. Monica confessa a suo figlio che in effetti per lei è difficile ricordare, ma ora è intenzionata e rimediare ai suoi sbagli, infatti Monica inizia a cucinare per la sua famiglia, e tutti mangiano insieme, inoltre visto che suo figlio non ha molti amici lo iscrive a una squadra di pallacanestro, e convince Sara a prendere parte a un gruppo di sostegno per persone con problemi di anoressia. Monica si confida con Filomena la quale è convinta che, nonostante in questi ultimi otto anni era cambiata moltissimo, ora sta muovendo i primi passi per tornare a essere la brava persona che era una volta. Monica in un primo momento credeva di aver rievocato la sua storia d'amore con Marco, quando andavano a letto insieme, ma in realtà mettendo più a fuoco il ricordo, capisce che in realtà aveva solo sovrapposto l'immagine di Marco a un ricordo legato al marito. Sara rivela alla madre che tre giorni prima dell'incidente che la mandò in coma, alle sette di sera, Monica la accompagnò a una festa; ciò è in contrasto con quanto dettole da Riccardo, secondo cui a quell'ora di quel giorno, avrebbe visto Monica in effusioni con Marco. Questo fa capire a Monica che suo cognato sta mentendo, e sembra sempre più improbabile che lei e Marco fossero amanti. A causa di una distrazione di Sara, mentre camminava per strada, un autobus rischia di investirla, venendo però prontamente salvata da Rocco. Monica va a cena con Stefano, i due iniziano a stringere amicizia, senza che se ne accorgano, però, un uomo scatta delle foto. Mentre Monica è nella sua camera da letto, si addormenta sognando la se stessa del passato che inizia ad accarezzarla dicendole "È meglio se non ricordi".

## Terza puntata
Monica sogna di fare colazione insieme a Gianluca e ai figli, venendo accusata dal marito di aver causato la sua morte, poi si sveglia quando Filomena le porta la colazione in camera da letto. Mentre è in terapia Monica parla alla dottoressa Liguori di Riccardo e delle sue bugie, ma la psichiatra le consiglia di non dare troppo per scontato che quelle del cognato fossero delle menzogne, forse ha veramente visto Monica insieme a Marco limitandosi forse a confondere giorno e ora, comunque Monica le confessa che vede in Stefano una figura su cui contare; secondo la Liguori probabilmente è attratta da lui perché è l'unica cosa che la lega al ricordo di Marco. Monica chiede a Ilaria se lei era a conoscenza del fatto che tradiva Gianluca con Marco; sua cognata ammette di averlo saputo da Riccardo, tra l'altro una settimana prima che Monica finisse in coma Ilaria aveva origliato una conversazione tra lei e Riccardo dove si confrontavano su Marco, forse Riccardo aveva scoperto che Monica tradiva suo fratello e aveva provato a convincerla a chiudere con Marco per salvare il suo matrimonio. Se questo fosse vero allora confermerebbe che Riccardo aveva mentito dato che aveva detto a Monica di aver saputo di lei e Marco solo tre giorni prima che lei finisse in coma sorprendendoli insieme. Stefano e Monica cercano di incentrare le loro indagini sulle vere ragioni per cui lei e Marco si vedevano, infatti se non erano amanti doveva esserci un'altra ragione per cui si incontravano. Monica rivede due sue vecchie amiche, Teresa e Claudia, aveva smesso di frequentarle da molti anni, pure loro confermano tutto quello che dicono gli altri, ovvero che Monica era diventata una persona orribile, sebbene faticassero a credere che avesse tradito Gianluca dato che erano la classica coppia mondana di Verona, tutti li invidiavano, anche se Monica, dopo la nascita del piccolo Vittorio, era diventata una persona completamente diversa, arrivando gradualmente a tagliare i ponti anche con le sue amiche. Monica, con la scusa di partire per Milano, lascia Verona per andare a Ginevra con Stefano, infatti qualche tempo prima lei era andata lì con Marco. Arrivati a Ginevra, Stefano e Monica raggiungono l'albergo dove a suo tempo lei era stata con Marco, e ricorda che presero due camere diverse, non avevano dormito insieme, provando così che lei e Marco non erano amanti. L'unica cosa che resta da capire è perché fossero andati a Ginevra: Monica, guardando dalla finestra della sua suite, vede un edificio che sembra rievocare qualcosa di familiare, quindi lei e Stefano vanno lì e guardando tra i nomi dei residenti, uno in particolare attira la loro attenzione, quello di un certo De Vincenti, l'unico italiano che vive in quel palazzo, sebbene abbia lasciato Ginevra già da diverso tempo. Monica scopre che è un dottore specializzato in chimica, è probabile che lei e Marco fossero andati a Ginevra per cercarlo, Stefano è convinto che la Farmaceutica Grossi sia legata a tutto questo, suggerendo a Monica di tornare a lavorare nell'azienda del marito, forse agendo dall'interno troverà delle risposte. Rocco, dopo aver salvato Sara, inizia a uscire con lei, e in breve diventano una coppia, anche se i due sono all'oscuro del legame che unisce le loro famiglie. Monica è contenta avendo scoperto che non tradiva Gianluca, ma la sua felicità svanisce quando, una volta tornata a casa, trova un vecchio cofanetto di sua proprietà nel suo guardaroba, dentro vi trova una lettera d'amore di Beatrice per Gianluca: loro due erano amanti. Monica si arrabbia con suo suocero e anche con Barbara, non hanno fatto altro che giudicarla per la sua presunta infedeltà con Marco, ma approfittando della sua amnesia le hanno nascosto che Gianluca la tradiva. Barbara aveva scoperto che Gianluca aveva un'amante e lo aveva esortato a dirlo a Monica, ma lei lo aveva già saputo prima, a suo dire ne erano usciti più uniti di prima. Monica ora ha capito che il suo non era un matrimonio perfetto come credeva, adesso ricorda che, quando scoprì della loro relazione, cacciò via Beatrice dalla Farmaceutica Grossi, Gianluca si prostrò ai piedi della moglie supplicando il suo perdono, e in effetti Monica decise di non lasciarlo però tenne per sé la lettera d'amore di Beatrice con la minaccia che lo avrebbe ucciso se l'avesse tradita nuovamente. Gianluca stava per dirle un'altra cosa che riguardava lui e Beatrice, ma Monica lo sorprese affermando che ne era già a conoscenza. Riccardo acconsente alla richiesta di Monica di tornare a lavorare alla Farmaceutica Grossi, la donna, ottenendo la password dalla sua segretaria, accede ai file dell'azienda scoprendo che De Vincenti ha lavorato per loro in passato e che avevano versato un'ingente somma sul suo conto. Barbara chiede a suo padre di essere meno ostile con Monica accusandolo di riversare su di lei la rabbia che in realtà prova per se stesso per ciò che fece alla sua defunta moglie. Vittorio e i suoi figli si confrontano con Monica rivelandole che sono a conoscenza del fatto che non è andata a Milano, ma a Ginevra, e niente meno che con Stefano De Angelis, il fratello del suo amante. A Monica le viene imposto di non frequentarlo più, ma lei non accetta questa condizione, poi va a trovare Stefano, visibilmente scosso, infatti mentre era in barca un motoscafo gli si è avvicinato, e la persona che era a bordo gli ha puntato contro un fucile, non gli hanno fatto nulla, ma probabilmente sono stati i Grossi a mandarlo, allo scopo di intimidirlo. Stefano però non si lascia spaventare, lui e Monica sono decisi a venire a capo di questa storia, poi i due si baciano finendo col fare l'amore. Ancora una volta, a loro insaputa, una persona scatta ai due delle foto di nascosto.

## Quarta puntata
Dato che Monica è tornata a lavorare alla Farmaceutica Grossi le viene presentato lo staff di ricerca, tra cui il dottor De Vincenti, che lei aveva provato a cercare a Ginevra. Le foto che avevano scattato a Monica e Stefano vengono pubblicate sui giornali, che fanno subito scalpore, Barbara e Riccardo, sapendo che il padre non la prenderebbe bene se scoprisse che Monica ha una storia con il fratello dell'uomo con cui tradì Gianluca, comprano tutti i giornali dall'edicola per evitare che Vittorio acquisti un'edizione tenendogli nascosto ciò che ha fatto la nuora. Monica e Stefano vanno nello studio di De Vincenti, quest'ultimo spiega alla donna che non si sono mai visti a Ginevra, e che quei soldi sono stati versati sul suo conto come gratifica per il suo ottimo lavoro nello sviluppo di alcuni farmaci con cui l'azienda si è arricchita. La Liguori usa su Monica una tecnica di ipnotismo con cui lei rivive il momento in cui la sua auto l'aveva schiacciata, Riccardo era lì e l'aveva soccorsa, ma non era solo, in auto con lui c'era un'altra persona anche se non riesce a ricordare chi fosse. Stefano chiede a Rocco se può rintracciare la persona che ha scattato a lui e Monica le foto dandole poi ai giornali con l'aiuto di un suo amico hacker. I figli di Monica nonostante tutto prendono abbastanza bene la notizia sui giornali, anche se il piccolo Vittorio viene aggredito dai suoi compagni di squadra in palestra per difendere sua madre dopo che l'avevano insultata. Monica prende le difese di suo figlio affrontando i bambini e i loro genitori esortandoli a lasciare in pace lei e la sua famiglia perché non accetta di farsi giudicare da degli estranei. Rocco e il suo amico rintracciano colui che ha dato le foto al giornale, il suo nome è Fabrizio Giorgi, ma trovano pure una foto di Monica e Sara scoprendo che sono rispettivamente madre e figlia. Rocco non aveva idea che Sara fosse la figlia di Monica, la presunta amante del suo defunto zio, e Sara ignorava che lui è il figlio di Stefano, e questo genera molti problemi dopo la pubblicazione sui giornali delle foto dei loro genitori, che ora tra l'altro stanno pure insieme. Monica e Stefano chiedono alla polizia il permesso per rivedere le riprese del sistema di videocamere della villa al lago di Garda, e Monica nota una cosa: prima che Riccardo la salvasse chiamando i soccorsi, lui aveva guardato la videocamera con preoccupazione. Monica avanza l'ipotesi che Riccardo quella sera era andato alla villa per altri motivi e che probabilmente potendo scegliere non avrebbe nemmeno soccorso Monica, è stato costretto a farlo quando aveva notato che la videocamera lo stava riprendendo. Monica trova suo suocero privo di sensi nel suo studio dopo che l'anziano aveva visto le foto di Monica e Stefano sul giornale, Vittorio viene ricoverato in ospedale, le sue condizioni sono stabili, ha solo avuto un attacco ischemico, inoltre chiede di poter parlare con sua nuora, confessandole di aver sempre tradito Rosa con altre donne, prima che sua moglie morisse gli confessò che aveva sempre saputo delle sue infedeltà ma che lo amava ugualmente e lo perdonò, ma è lui che non ha mai perdonato se stesso per averla umiliata, e la ragione per cui odia Monica è perché si identifica in lei visto il modo in cui tradiva Gianluca. Monica gli confessa che Marco non era il suo amante, ma questo non cambia l'opinione che suo suocero ha di lei perché, anche se lei e Marco non erano amanti, Monica è stata ugualmente infedele a suo marito, affermando che la memoria di Monica cerca di proteggerla da verità che lei non vuole affrontare. Barbara trova che ci sia qualcosa di strano, non ha senso che suo padre sia uscito per comprare il giornale per poi vedere le foto e tornare a casa per sentirsi male lì, è logico pensare che qualcuno abbia portato in casa il giornale sperando in una brutta reazione di Vittorio. Monica chiede a suo suocero se era lui la persona in auto con Riccardo, ma l'uomo afferma che quando Monica era alla villa lui stava prendendo parte a una riunione aziendale. Sara e Rocco capiscono di voler stare insieme nonostante i trascorsi tra le loro famiglie, rivelando ai loro genitori della loro relazione. Monica torna alla villa al lago di Garda ricordando meglio il momento in cui Riccardo l'aveva soccorsa, la misteriosa persona che era con lui in auto era scesa dal mezzo e si avvicinò a Monica, ora ricorda che era una donna benché non riesca e visualizzare il suo volto. Monica va allo studio del dottor De Vincenti ma lo trova vuoto: era tutta una farsa, quello non era De Vincenti, ma un attore che lo aveva impersonato. Stefano scopre che Fabrizio è il padre di uno dei suoi allievi del circolo nautico, Fabrizio ammette di aver scattato quelle foto e di averle date a quei giornali, lui e Monica erano amanti, era con Fabrizio che tradiva Gianluca, lo aveva indotto a innamorarsi di lei e poi lo ha lasciato, per lei la sua storia con Fabrizio era solo un gioco, un espediente per ferire il marito, non è orgoglioso di come si è comportato ma voleva vendicarsi di Monica per come lo aveva trattato tanto da scattare quelle foto di lei con Stefano per poi darle ai giornali per umiliarla. Stefano inizia a prendere atto del fatto che Monica non era una brava persona, ma per il momento, almeno per scoprire la verità sulla morte di Marco, deve lavorare insieme a lei.

## Quinta puntata
Nonostante Monica non abbia avuto dal suocero il permesso di ritornare alla villa al lago di Garda, trova le chiavi dell'abitazione, quindi va lì ripensando ai bei momenti che ha passato in quel posto insieme al marito, ma trova un uomo con un fucile, che si avvicina a lei con aria minacciosa, e lei scappa. Vittorio è stato dimesso dall'ospedale e il suo atteggiamento nei confronti di Monica è più amichevole, viene organizzata una cena in suo onore, poi arriva Antonio, il custode della villa al lago di Garda, lo stesso uomo che aveva spaventato Monica, quest'ultima aveva perso alla villa il suo braccialetto e lui voleva restituirglielo. Monica parla con Stefano affermando che non crede a quello che ha detto Antonio, lei è convinta che volesse farle del male, è sicura del fatto che è stato Riccardo a lasciarle le chiavi così raggiunta la villa Antonio le avrebbe teso una trappola, inoltre è convinta che sia stato lui a lasciare il giornale con la loro foto nello studio del padre sperando che la vedesse, oltre al fatto che probabilmente l'attore che ha impersonato De Vincenti è stato assunto proprio da Riccardo. Stefano le rivela di Fabrizio, il suo amante, Monica non ha ricordo di lui, ha capito che probabilmente deve aver avuto una storia con lui per ripicca nei riguardi di Gianluca. Stefano chiede all'amico hacker del figlio se può rintracciare il vero De Vincenti e contemporaneamente trovare un riscontro con alcuni nominativi che ricorrono tra le carte di Marco, e in effetti scopre che De Vincenti vive a Londra e trova il suo numero di telefono, oltre ad alcune informazioni sulla famiglia Manari, che Marco voleva assumere come clienti. Monica telefona a De Vincenti il quale, dopo una breve conversazione, chiude velocemente la telefonata non volendo avere nulla a che fare con lei. Stefano decide di andare a Londra a cercarlo, ma lo farà da solo, infatti per ora preferisce mettere le distanze da Monica dato che, dopo quello che è successo con Fabrizio, l'opinione che ha di lei è cambiata. Monica va a trovare Beatrice vedendola insieme a un bambino: si tratta del figlio che lei ha avuto da Gianluca, il suo nome è Giacomo. Era quello l'altro segreto che legava il marito di Monica alla sua amante, Gianluca non ha mai voluto avere niente a che fare con il bambino, limitandosi solo a inviare a Beatrice degli assegni per gli alimenti. Monica e suo suocero invitano Beatrice e Giacomo a casa loro presentando il bambino a tutta la famiglia come il figlio di Gianluca, riconoscendo che è stato uno sbaglio tenerlo lontano da loro. Stefano deve annullare il viaggio dato che al telegiornale viene data la notizia che De Vincenti è stato ucciso da una banda di teppisti, Stefano ritiene che non può trattarsi di una coincidenza, inoltre delle persone minacciose stavano pedinando Rocco, probabilmente sono stati mandati dai Grossi per intimorire Stefano e la sua famiglia. Monica e Stefano passano una giornata in barca e lui ammette che nonostante tutto i sentimenti che prova per lei li percepisce come reali, e i due fanno l'amore. Monica riesce ad accedere al portatile di Riccardo trovando il nome dei Manari scoprendo che hanno intestato a quella famiglia un'enorme somma di denaro, e Stefano, facendo un'indagine parallela, va a casa della signora Manari scoprendo che lei aveva abortito al sesto mese di gravidanza, e non era l'unica donna, ce ne furono altre, compresa Giulia, la moglie di Marco. Quest'ultimo aveva capito che non era una coincidenza, non erano aborti spontanei, tutte quelle donne avevano preso un farmaco della Farmaceutica Grossi, un antipertensivo, gli aborti erano probabilmente un effetto collaterale. Marco voleva intentare una class action contro la Farmaceutica Grossi, ma ai Manari fu dato molto denaro per insabbiare la cosa, e accettarono. Monica ricorda che si era confrontata con Riccardo e Gianluca sul quel farmaco e sugli effetti collaterali. Ilaria viene ricoverata in ospedale, e dà alla luce il suo bambino, tutta la famiglia è felice. Monica le chiede se era lei la donna in auto insieme a Riccardo la sera in cui finì in coma, ma Ilaria le assicura che non era lei, ma probabilmente una delle amanti di Riccardo, infatti Ilaria confessa a Monica che Riccardo è sempre stato un marito infedele, la tradiva anche prima che si sposassero, una volta trovò un messaggio sul cellulare del marito dove una delle sue amanti lo ringraziava per degli orecchini di smeraldi che le aveva regalato. Monica capisce solo adesso che quello tra Riccardo e Ilaria è un matrimonio senza amore, quest'ultima accetta le infedeltà del marito come prezzo da pagare per essere la moglie di un uomo benestante e vede il bambino come un investimento: adesso che ha dato a Riccardo un figlio lui non la lascerà mai. Monica ricorda che poco dopo aver dato alla luce Vittorio lei confessò al marito che Riccardo le metteva paura, ma Gianluca affermava che lui non era pericoloso perché era uno di famiglia, come lei, e quando Monica gli fece promettere di considerare sempre lei e i loro figli come un'assoluta priorità, lui le giurò che lo avrebbe sempre fatto, ma Monica sospettava che non avrebbe mantenuto quella promessa, quello probabilmente è stato il fattore scatenante che la trasformò nella donna crudele che tutti descrivevano, perché in quel frangente per la prima volta vide il lato oscuro di Riccardo e Gianluca. Monica informa Riccardo che ora ricorda tutto, quindi suo cognato la invita alla villa al lago di Garda. Sara e Rocco fanno l'amore per la prima volta, mentre Stefano va a casa di Monica per parlarle, ma Filomena gli spiega che lei al momento non è in casa. Infatti è andata alla villa al lago di Garda per confrontarsi con Riccardo, accusandolo della morte di De Vincenti, anche se lui afferma che è morto per via delle circostanze. Monica ha capito che la molecola che adesso è uno dei farmaci di punta della Farmaceutica Grossi in principio era stata messa sul mercato nonostante fosse in fase di sperimentazione, probabilmente causando degli aborti, Gianluca e Riccardo stavano insabbiando tutto, avevano pagato quelle famiglie affinché rinunciassero alla class action, e avevano dato dei soldi a De Vincenti affinché falsificasse le documentazioni sugli effetti collaterali della molecola. Marco voleva andare in fondo a questa faccenda chiedendo l'aiuto di Monica affinché, indagando dall'interno dell'azienda del marito, trovasse delle prove, ma fece lo sbaglio di confidarsi con Gianluca e Riccardo, che l'avevano manipolata affinché conducesse Marco nella loro villa per poi ucciderlo, Riccardo avrebbe dovuto occultare il corpo (forse anche con l'aiuto di Antonio) ma non lo fece quando si accorse che la videocamera stava riprendendo tutta la scena. Riccardo con disarmante tranquillità e arroganza, ammette che è tutto vero, tranne per un dettaglio: era Monica la mente di tutto, anche se Marco si rivolse a lei in cerca di aiuto, Monica pensava solo al benessere dell'azienda e ai suoi interessi, e fingendosi sua amica teneva informati Riccardo e Gianluca su ogni mossa che faceva Marco, erano andati a Ginevra per parlare con De Vincenti ma non lo trovarono perché Monica lo aveva esortato a lasciare la città poco prima. Monica capisce che questa volta Riccardo non sta mentendo, ora Monica ha la prova di quanto lei fosse crudele, adesso ricorda tutto, era stata sua l'idea di tendere la trappola a Marco nella villa, lei e il marito avevano provato a corromperlo affinché lasciasse perdere la causa legale che voleva intentare, ma Marco non si lasciò comprare e, disgustato dal comportamento di Monica, giurò che con tutto quello che aveva raccolto sulla Farmaceutica Grossi, li avrebbe fatti sbattere tutti in prigione. A quel punto Gianluca tirò fuori la pistola per ucciderlo, mentre Marco provò a difendersi, cosa che portò alla morte di entrambi. Monica, dopo aver ricordato tutto, sviene per lo shock, dovendo fare i conti con dei segreti che avrebbe preferito non scoprire.

## Sesta puntata
Riccardo fa prendere atto a Monica che se lo denuncerà alla polizia, pure lei verrà arrestata perché è complice di tutti i crimini commessi da lui e da Gianluca, e che così tutti i suoi sforzi per ricostruire un legame con i suoi figli (specialmente ora che lei e Sara vanno nuovamente d'accordo) non saranno serviti a nulla. Monica decide di mantenere il segreto e mente a Stefano dicendogli che lei e Marco erano amanti e che per lui invece non prova nulla, ma Stefano non le crede perché ha capito che qualcosa l'ha sconvolta. Sara inizia a prendere peso, inoltre lei e Rocco vanno in campeggio con i loro amici. Stefano prende a pugni Fabrizio quando quest'ultimo, con aria altezzosa, si è divertito a provocarlo menzionando Monica. Mentre Vittorio è in chiesa viene raggiunto dalla nuora, Monica ammette che suo suocero aveva sempre avuto ragione nel giudicarla male, in effetti Vittorio è piuttosto sorpreso nel sentire queste parole, specialmente ora che la sua opinione su Monica stava migliorando. Vittorio parla con il suo prete confessore e gli confida che, pur essendo sempre stato all'oscuro degli illeciti di cui erano colpevoli i suoi figli, ha sempre intravisto la latente cattiveria che si annidava in Gianluca, Riccardo e Barbara. Inaspettatamente Vittorio torna alla Farmaceutica Grossi, lui stesso l'aveva fondata e ora ha deciso di riprendervi il comando, e questo sorprende molto i suoi figli, specialmente quando annuncia di voler riconoscere Giacomo come figlio di Gianluca, sebbene Riccardo sostenga che non sia una buona idea dato che anche suo fratello non voleva avere nulla a che fare con quel bambino. Monica, apparentemente, dà l'impressione di essere tornata la donna fredda e opportunista che era prima, ma la realtà dei fatti è che lei è cambiata, infatti ha compreso che non potrà essere una brava madre per i suoi figli se non ha nemmeno il coraggio di guardarli a testa alta. Monica rivela alla dottoressa Liguori che intende andare alla polizia a denunciare Riccardo, anche a costo di finire in prigione, poi la Liguori le offre da bere e Monica inizia a sentirsi debole, la Liguori infatti l'ha drogata, poi Monica vede che sulla scrivania della psichiatra ci sono un paio di orecchini di smeraldo, rammentando ciò che le raccontò Ilaria, capendo quindi che la Liguori è l'amante di Riccardo, nonché sua complice. Monica perde i sensi e Riccardo la porta a casa, dove Barbara si occuperà di tenerla d'occhio, la droga che le è stata data a breve la ucciderà, e dato che la Liguori è la sua psichiatra dichiarerà che Monica soffriva di depressione, e tutti penseranno che il suo è stato un suicidio. Monica ora ricorda che era Barbara la donna in auto insieme a Riccardo, la notte in cui finì in coma. Barbara, malvolentieri, si è sentita obbligata ad aiutare suo fratello. Barbara permette al piccolo Vittorio di vedere sua madre, dicendogli che al momento non si sente molto bene, purtroppo Monica è sempre più debole, non riesce nemmeno a parlare a suo figlio. Il bambino però ha capito che sua madre sta male, e telefona a Sara e Rocco, che sono ancora in campeggio, ma quando scoprono che Monica è in pericolo, Rocco telefona a Stefano affinché possa salvarla. Intanto anche Filomena capisce che Barbara e Riccardo vogliono fare del male a Monica, e avverte Vittorio che si precipita a casa sua per fermare i suoi figli, contemporaneamente arriva Stefano che raggiunge Monica, che viene ricoverata in ospedale, mentre Riccardo, Barbara e la Liguori vengono arrestati. Monica è fuori pericolo, ma decide di rivelare a Stefano del suo ruolo nella morte di Marco, poi confessa tutto alla polizia, e pure lei viene arrestata. Sebbene all'inizio Stefano non avesse il coraggio di perdonare Monica per aver causato la morte del fratello, viene esortato da Rocco ad assistere al processo. Monica, nonostante il suo avvocato volesse scoraggiarla dal farlo, si dichiara colpevole davanti a tutti, ammettendo che in passato lei è stata una donna spietata, affermando che Marco era una brava persona e lei non ha fatto altro che manipolarlo spudoratamente, ora ha capito che il motivo per cui aveva cancellato dalla sua memoria i suoi ultimi otto anni di vita era perché si vergognava di se stessa, ma anche del marito e dei suoi cognati, perché erano diventati delle persone orribili, ma adesso ha capito che le è stata data una seconda opportunità. Sono molti i capi d'accusa che pendono su Barbara, Riccardo e la Liguori, e la pena prevista per loro sarà molto severa, invece nel caso di Monica, che ha collaborato con le indagini mostrando un sincero pentimento per tutti i suoi crimini, sconterà una pena di soli quattro anni di prigione con probabili sconti sulla condanna. Monica viene portata in carcere, il tempo trascorre, e lei riceve una visita di Stefano, sia lui che Monica guardano già al futuro, quando lei uscirà di prigione con tutte le persone che ama che le daranno il bentornato, tra cui i figli e il suocero, ma prima dovrà scontare la sua pena e assumersi la responsabilità dei suoi sbagli, e solo dopo potrà vivere nuovamente la sua vita e essere felice.